# Paul Hanlon
Paul Thomas Hanlon (ur. 20 stycznia 1990 w Edynburgu) – szkocki piłkarz grający na pozycji obrońcy w Hibernian.

## Sukcesy
- Puchar Szkocji - 2015/2016